# Antologia personale
Antologia personale (Nightfall and Other Stories) è un'antologia di racconti fantascientifici di Isaac Asimov del 1969. In questa antologia sono stati inoltre raggruppati tutti i racconti presenti in Through a Glass, Clearly, antologia inedita in Italia. I racconti sono Breeds There a Man...?, C-Chute, It's Such a Beautiful Day e Belief.
In Italia è stata pubblicata in tre volumi nel 1971 nella collana fantascientifica Urania, in tre numeri consecutivi: n.568 (13 giugno), 569 (27 giugno) e 570 (11 luglio).
Malgrado non ci siano chiare note esplicative, l'edizione italiana dell'antologia di Asimov vede l'assenza di tre racconti rispetto all'edizione originale. Qui di seguito si riportano i titoli dei suddetti racconti mancanti e dove sono stati editi in italiano:
- Sally - apparso su Fantastic nel maggio-giugno 1953
edito con il titolo "Sally" nel 1964 su Science Fiction Book Club 3 e nel 1967 in Metà A, metà B (Urania n. 469)
- Unto the Fourth Generation - apparso su The Magazine of Fantasy and Science Fiction nell'aprile 1959
edito con il titolo "Fino alla quarta generazione" nel 1964 nell'antologia Dodici volte domani e con il titolo Alle dieci del mattino nel 1965 in appendice a Pionieri dell'infinito (Urania n. 382)
- Segregationist - apparso su Fantastic nell'ottobre 1968
edito con il titolo Segregazionista nel 1969 ne Il secondo libro delle metamorfosi (Urania n. 508)

## Elenco dei racconti

### Antologia personale 1
- Notturno (Nightfall; Astounding Science Fiction, settembre 1941))
- Chiazze verdi (Green Parches; Galaxy Science Fiction, novembre 1950)
- Ospite (Hostess; Galaxy Science Fiction, maggio 1951)
- E se...? (What If...; Fantastic, estate 1952

### Antologia personale 2
- Coltura microbica (Breeds There a Man...?; Astounding Science Fiction, giugno 1951)
- Condotto C (The C-Chute; Galaxy Science Fiction, ottobre 1951)
- Per una buona causa (In a Good Cause...; New Tales of Space and Time (1951)
- Mosche (Flies; The Magazine of Fantasy and Science Fiction, giugno 1953

### Antologia personale 3
- Junior (Nobody Here But...; Star, giugno 1953)
- Una così bella giornata (It's Such a Beautiful Day; Star, autunno 1955)
- Crumiro (Strikebreaker; The Original Science Fiction Stories, gennaio 1957)
- Inserire il lato A nell'incastro B (Insert Knob A in Hole B; The Magazine of Fantasy and Science Fiction, dicembre 1957)
- Stregone moderno (The Up-to-Date Sorcerer; The Magazine of Fantasy and Science Fiction, luglio 1958)
- Playboy e il dio limaccioso (What is This Thing Called Love?; Amazing, marzo 1961)
- La macchina che vinse la guerra (The Machine That Won the War; The Magazine of Fantasy and Science Fiction, ottobre 1961)
- Mio figlio, il fisico (My Son, the Physicist; Scientific American, febbraio 1962)
- Occhi non soltanto per vedere (Eyes Do More than See; The Magazine of Fantasy and Science Fiction, aprile 1965

## Edizioni
- Isaac Asimov, Nightfall and Other Stories, 1969.
- Isaac Asimov, Antologia personale, traduzione di Hilja Brinis, collana Urania n° 568, Arnoldo Mondadori Editore, 1971.
- Isaac Asimov, Antologia personale N.2, traduzione di Hilja Brinis, collana Urania n° 569, Arnoldo Mondadori Editore, 1971.
- Isaac Asimov, Antologia personale N.3, traduzione di Hilja Brinis, collana Urania n° 570, Arnoldo Mondadori Editore, 1971.